# Agonopterix multiplicella
Agonopterix multiplicella — вид метеликів родини плоских молей (Depressariidae).

## Поширення
Вид поширений на більшій частині Європи та Північній Азії на схід до Японії. Присутній у фауні України.

## Опис
Розмах крил становить 18-19 см.

## Спосіб життя
Личинки живляться полина звичайного (Artemisia vulgaris).